# Hermann Nothnagel
Carl Wilhelm Hermann Nothnagel (Stare Łysogórki, 28 settembre 1841 – Vienna, 7 luglio 1905) è stato un medico tedesco.

## Carriera
Figlio di un farmacista, dal 1858 al 1863 Nothnagel studiò sotto Ludwig Traube (1818-1876) e Rudolf Virchow (1821-1902) presso l'Università di Berlino. Dal 1865 al 1868 fu assistente di Ernst Viktor von Leyden (1832-1910) presso l'Università di Königsberg dove, nel 1866, prese la abilitazione per la medicina interna. Dal 1868 al 1870 lavorò come medico militare e docente a Berlino e successivamente servì negli stessi ruoli a Breslavia (1870-72).
Nel 1872 si trasferì a Friburgo e nel 1874 fu nominato professore ordinario presso la clinica medica di Jena. Dal 1882 fino alla morte del 1905, fu professore presso la clinica universitaria di Vienna. Uno dei suoi studenti più notevoli era Constantin von Economo (1876-1931). Nel 1879 diventò membro dell'Accademia Cesarea Leopoldina.
Nel 1876 descrisse l'impulso irregolare associato alla fibrillazione atriale. L'omonima "sindrome di Nothnagel" prese il suo nome; un disturbo caratterizzato da paralisi oculomotoria ipsilaterale e atassia cerebellare contralaterale.
Nel 1922 lo storico Max Neuburger pubblicò la sua biografia con il titolo "Hermann Nothnagel, Leben und Wirken eines deutschen Klinikers".

## Opere principali
In collaborazione con altri medici, Nothnagel pubblicò "Specielle Pathologie und Therapie", un manuale di medicina a 24 volumi. Le edizioni precedenti di questo lavoro sono state pubblicate da Rudolf Virchow (dal 1854 al 1876) e da Hugo Wilhelm von Ziemssen (dal 1875 al 1885) come "Handbuch der speciellen Pathologie und Therapie".
- Handbuch der Arzneimittellehre. 1870; con Michael Joseph Rossbach, dalla terza edizione in poi.
- Über den epileptischen Anfall. (in Richard von Volkmann's Sammlung klinischer Vorträge), 1872
- Über die Diagnose und Aetiologie der einseitigen Lungenschrumpfung. (in Volkmann's Sammlung klinischer Vorträge, 1874.
- Über Neuritis in diagnostischer und pathologischer Beziehung. (in Volkmann's Sammlung klinischer Vorträge), 1876.
- Anämie und Hyperämie, Blutungen und Erweichungen des Gehirns.
- Epilepsie. (in Ziemssen's Handbuch der speciellen Pathologie und Therapie).
- Tophische Diagnostik der Gehirnkrankheiten. Eine klinische Studie. 1879.
- Die Symptomatologie der Darmgeschwüre. (in Volkmann's Sammlung klinischer Vorträge), 1881.
- Beiträge zur Physiologie und Pathologie des Darms. 1884.
- Vorträge über die Diagnose bei den Gehirnkrankheiten. 1887.
- Specielle Pathologie und Therapie. 1894–1905, 24 volumi.
- Die Erkrankungen des Darms und des Peritoneum. (in Ziemmsen's Handbuch der speciellen Pathologie und Therapie).